# 石井忠行
石井 忠行（いしい ただつら、文政元年8月26日（1818年9月26日） - 1894年（明治27年）8月6日）は、江戸時代後期から明治時代にかけての著述家、旧久保田藩士。通称は弥五右衛門、雅号は伊頭園。

## 人物
出羽国秋田郡久保田城下手形谷地町（現・秋田市手形新栄町）に生まれる。
1842年7月10日（天保13年6月3日）、忠行が数え25歳の時に父・忠潔が49歳で没する。
忠行は1863年（文久3年）、久保田藩の蝦夷地御持場見分御用出役として蝦夷地の増毛陣屋に赴任し、さらに大坂詰勘定吟味役や能代方同吟味役を歴任する。次いで財用奉行に栄進し、そのとき城下大堰端側、楢山本新町（通称裏町）の南角屋敷に移った。そこで火災に遭い、亀ノ丁新町四丁目に移住し、同地で永眠した。禄は百石であった。
庄内戊辰戦争春の陣では久保田藩の小荷駄奉行として由利矢島（現・由利本荘市矢島町）に出陣し、ついで仙北郡境村（現・大仙市協和境）や角館町方で戦い、鎮撫方出役として公裁司の名で盛岡に赴いている。老齢のため明治7年に隠居し、以後膨大な著述を行う。

## 『伊頭園茶話』
久保田藩士による領内の事象を材に採った第一級の随筆である。幕末期から明治時代の地方の史話、記録、異聞、逸話、風俗、政治、経済、社会、文化など多方面から題材を得た本で『新秋田叢書』に収録されている。

## 著作
- 『伊頭園茶話』30冊
- 『落穂籠』（明治4年 - 25年）33冊
- 『石井忠行日記』(弘化2年 - 明治26年)11冊
- 『北蝦夷地理数調』23丁
- 『御一族系譜摘要』（寛政2年）20丁
- 『津軽紀行』（嘉永7年正月）15丁
- 『道中記』21丁
- 『古記録雑集』97丁
- 『記録二番』（嘉永5年）19丁
- 『羽陰人名禄』所在不明